# Larrea ameghinoi

Larrea ameghinoi (jarilla rastrera) es una especie de planta fanerógama de la familia Zygophyllaceae.  Es endémica de Argentina.  Está estrechamente emparentada con la norteamericana Larrea tridentata.

## Descripción
Es un subarbusto rastrero, de tallos leñosos, cilíndricos y resinosos. Flores amarillas. Hojas 5-8 x 2-3 mm, subsésiles, con 3-7 folíolos imparipinados desiguales, con un folíolo terminal, soldado y más pequeño, cortamente pubescentes en ambas caras . Florece de octubre a fines de noviembre. Fruto cápsula con pelos blanco grisáceos (como un copo de algodón), 5 semillas pequeñas, lisas, arriñonadas. Es única en dispersar el fruto completo, a pesar de que el mismo es seco y dehiscente, siendo un caso particular de "dispersión esclerendocoria". En este mecanismo es el follaje el elemento atractivo para el dispersor quien ingiere los frutos al consumir las hojas.

## Distribución y hábitat
Es endémica de Argentina. Habita en zonas bajas, anegadizas. Desde Neuquén hasta Chubut. 

## Ecología
Se la encuentra en:
- "bosques bajos", con vegetación con estrato abierto o cerrado de leñosas de hasta 15 m  de altura
- "matorrales",	con vegetación densa de arbustos en un estrato superior cerrado de leñosas de hasta 5 m de altura
- pastizales, con vegetación herbácea, mayormente gramíneas, de hasta 1 m de altura, y más del 80% de suelo cubierto; y plantas leñosas de más de 5 dm de altura, ausente o dispersa.

## Usos
De su uso popular, la corteza y las hojas se utilizan para todo tipo de dolencias humanas y animales. Por ejemplo, la infusión de la hoja es indicada para fiebre, y combate el dolor de espalda, y como emenagogo (estimula y favorece el flujo menstrual). Sus cataplasmas cocidas calman el dolor reumático. Y propiedades antiinflamatorias, antitumorales, antivirales, anticoléricas, antiperiódicas, balsámicas, sudoríficas, excitantes y vulnerarias (cura llagas,  heridas).
Las jarillas fueron de los vegetales tintóreos de los calchaquíes, su color de tinción es amarillo.
Es muy utilizada como combustible, debido a que su madera es firme. 
Integra en forma significativa la ingesta de los caprinos en el período de reposo vegetativo del pastizal natural en el Chaco Árido.

## Taxonomía
Larrea ameghinoi fue descrita por Carlos Luis Spegazzini y publicado en Revista de la facultad de agronomía; universidad nacional de La Plata 3: 499. 1897.
Etimología
Ver: Larrea
ameghinoi: epíteto otorgado en honor del naturalista argentino Florentino Ameghino.
Sinonimia
- Covillea ameghinoi Briq.[4]